# Rellotge d'espelma

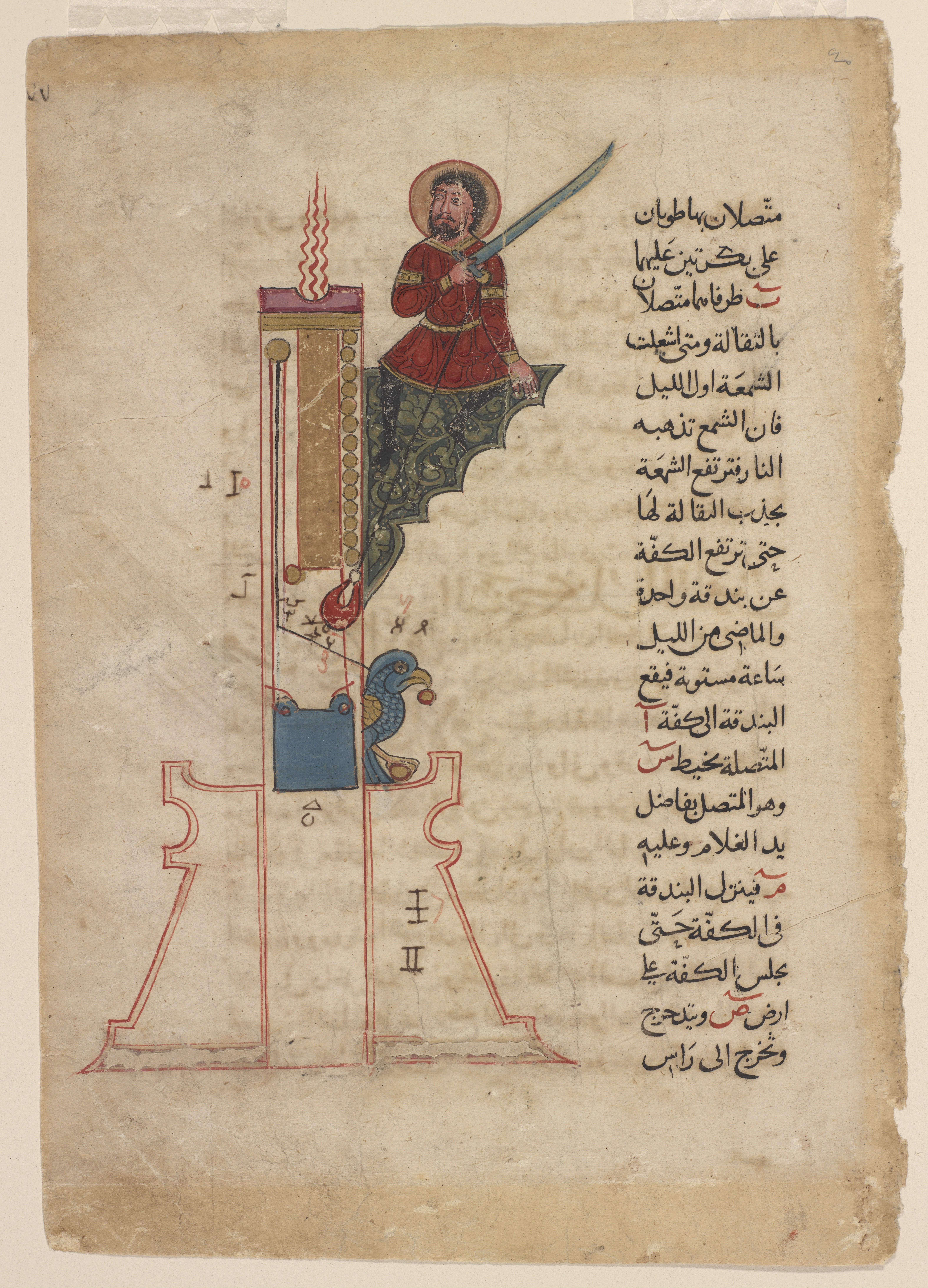
Rellotge d'espelma d'un tractat sobre autòmates d'Al-Jazaris.

El Rellotge d'espelma és un dispositiu emprat per a mesurar el temps que es basa en la regularitat del cremar (generalment cera) de les espelmas enceses. En l'antiguitat eren molt emprats en els convents i monestirs europeus per poder fer les vigílies (Hores canòniques).

## Ciri Pasqual

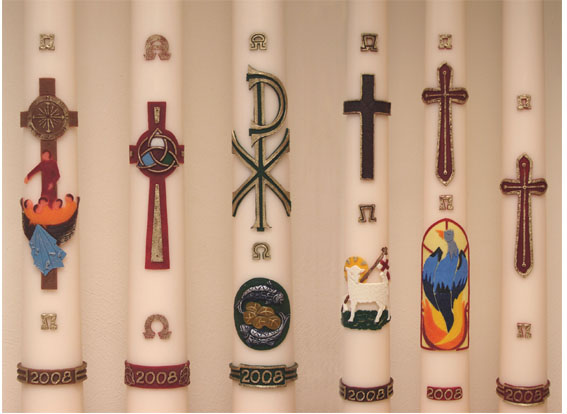
Ciris pasquals.

El Ciri pasqual, ve a ser una mena de rellotge d'espelma que es consagra i encén en la Vigília Pasqual en la litúrgia romana de la nit del Dissabte Sant; i és signe de Crist ressuscitat, i la seva llum, i dona una indicació del que duren les cerimònies.